# Мверу-Вантипа
Мве́ру-Вантипа (англ. Lake Mweru Wantipa) — озеро и система болот в Северной провинции Замбии. В прошлом озеро считалось таинственным из-за колебаний уровня воды и солёности, которые не были полностью объяснимы изменением уровня осадков, известны случаи, когда озеро полностью пересыхало. Из-за своего труднодоступного положения Мверу-Вантипа менее изучено географами и геологами по сравнению со своими более крупными соседями: Танганьика и Мверу, из-за схожести названий Мверу-Вантипа иногда путают с последним.
Расположено в цепи озёр Восточно-Африканской рифтовой долины, в 25 км к западу от озера Танганьика и в 40 км к востоку от озера Мверу.
Во время сильных наводнений воды реки Калунгвиши прорываются через болото Мофве-Дамбо в бессточное озеро Мверу-Вантипа.
На местных диалектах «wa ntipa» можно перевести как «с грязью». Это объясняется тем, что вода озера на вид — грязная, временами выглядит красноватой или слегка маслянистой.